# Гардаленд

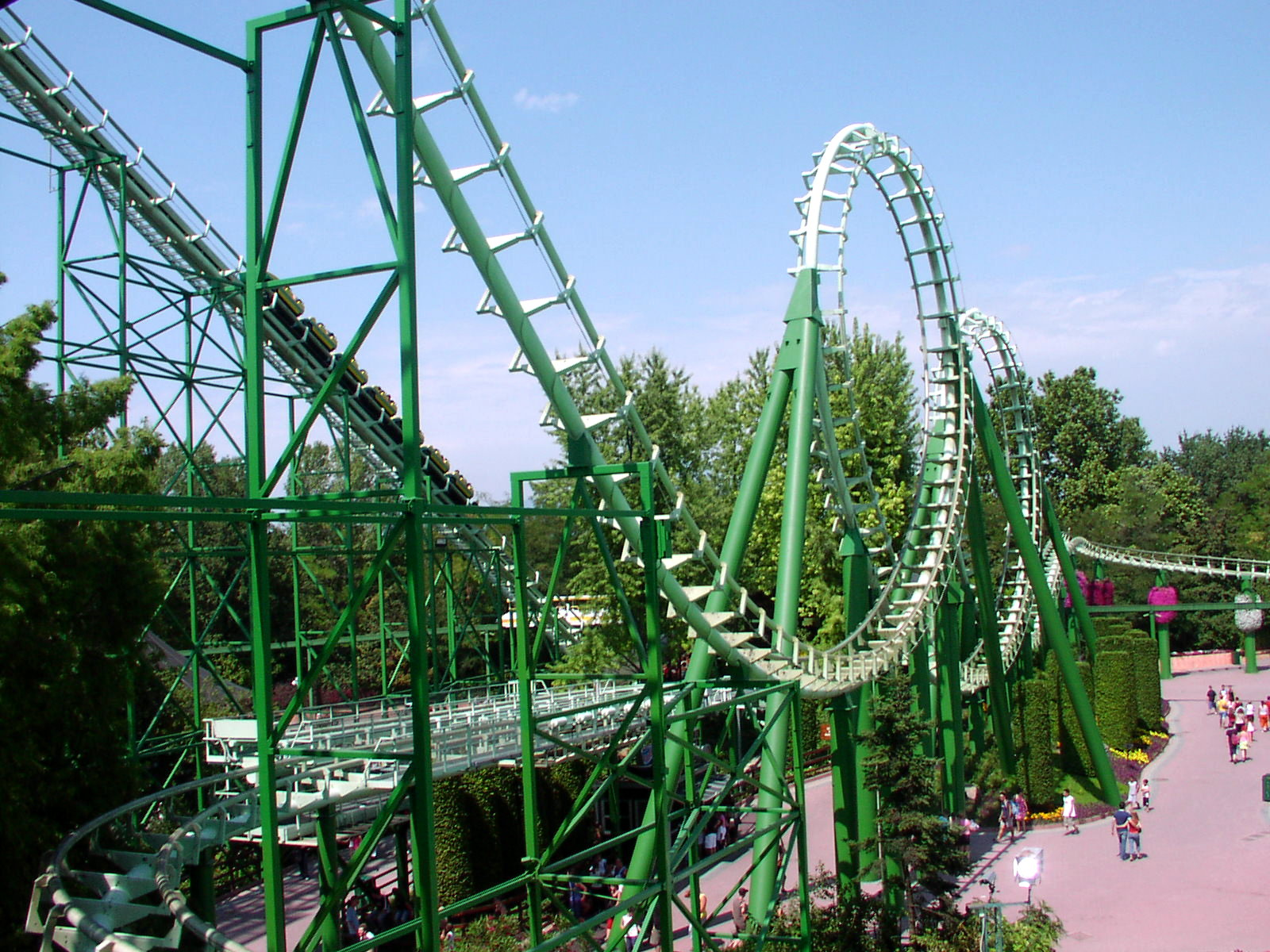
Атракціон «Магічна гора»

Гардале́нд — третій за популярністю розважальний парк в Європі побудований на східному березі озера Гарда в Італії (комуна Кастельнуово-дель-Гарда). Відкритий у 1975 році. В 1984 році його відвідало 1 мільйон чоловік. У 2007 році в парку побувало 3,4 мільйона відвідувачів. Відкритий і керується приватною інвесткомпанією Blackstone Group. Парк вважається найпопулярнішим в Італії. Зараз в ньому є 6 основних атракціонів: Blue Tornado, Magic Mountain, Sequoia Adventure, Orto Bruco, Mammut та Fuga da Atlantide. В червні 2008 р. планується відкриття океанаріума.

## Blue Tornado
Blue Tornado — це залізничний атракціон, Vekoma SLC (із спіраллю 765m), розташований так, що його видно із зовнішньої сторони входу. Відкрився у 1998 році і мав у висоту 30 м. Довжина колії 800 м, час проходження траси 1 хв 42 с. Головні елементи на роликах, траса двічі перекручується і проходить дуже близько від землі, так що складається враження, що вагончик вріжеться в землю.

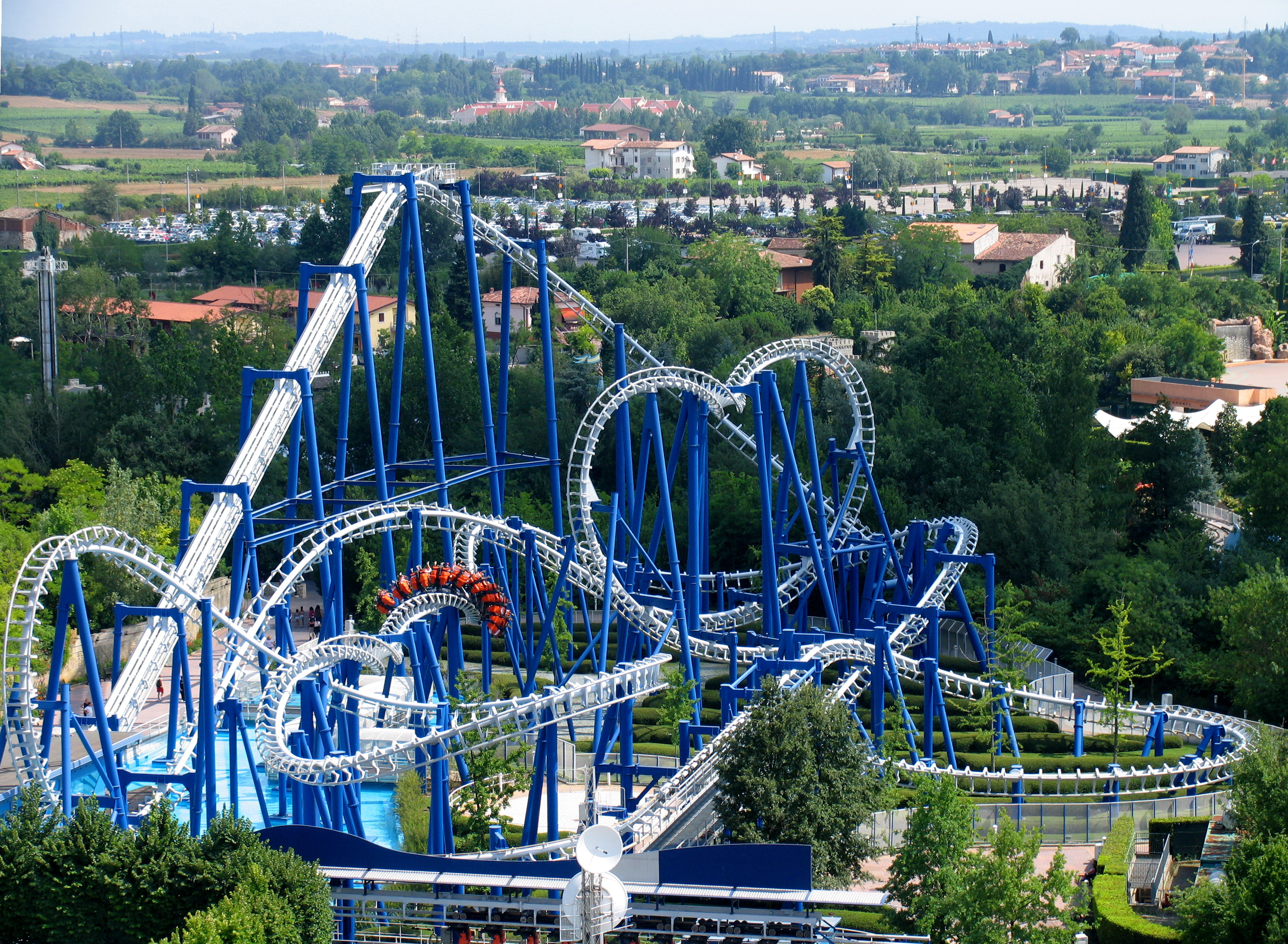

## Magic Mountain
Magic Mountain — стальний атракціон, Vekoma Double Loop Corkscrew, знаходиться в нижньому ярусі парку на горі. Відкрився у 1985 і є, таким чином, найстарішим у парку. Піднімається на 30 м над землею і 2296 футів і 7 дюймів (близько 600 м) в довжину, час проїзду по ньому складає рівно 2 хв. Головні елементи — подвійна петля, подвійний штопор та висхідна спіраль.

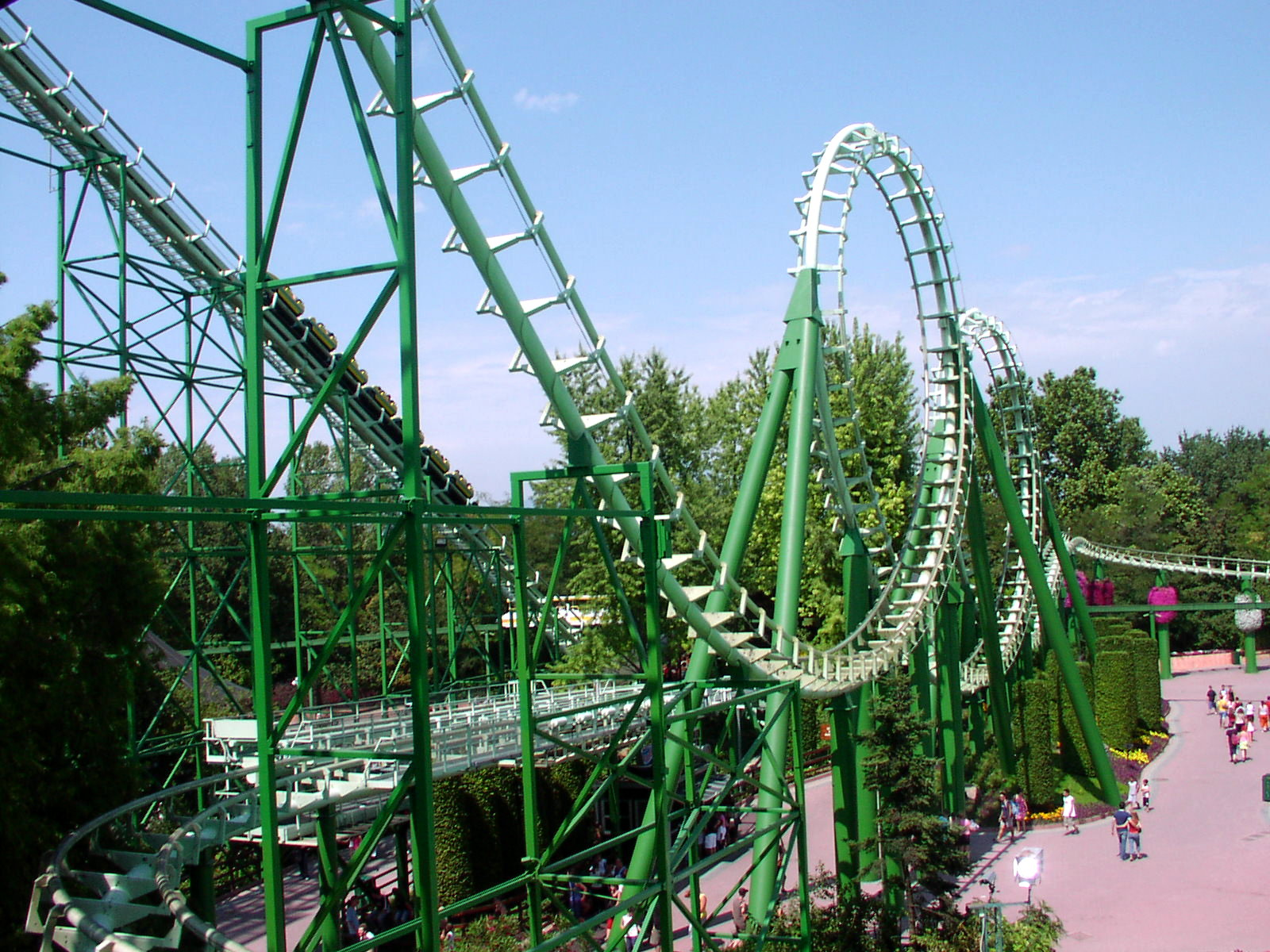
Magic Mountain (Чарівна Гора)
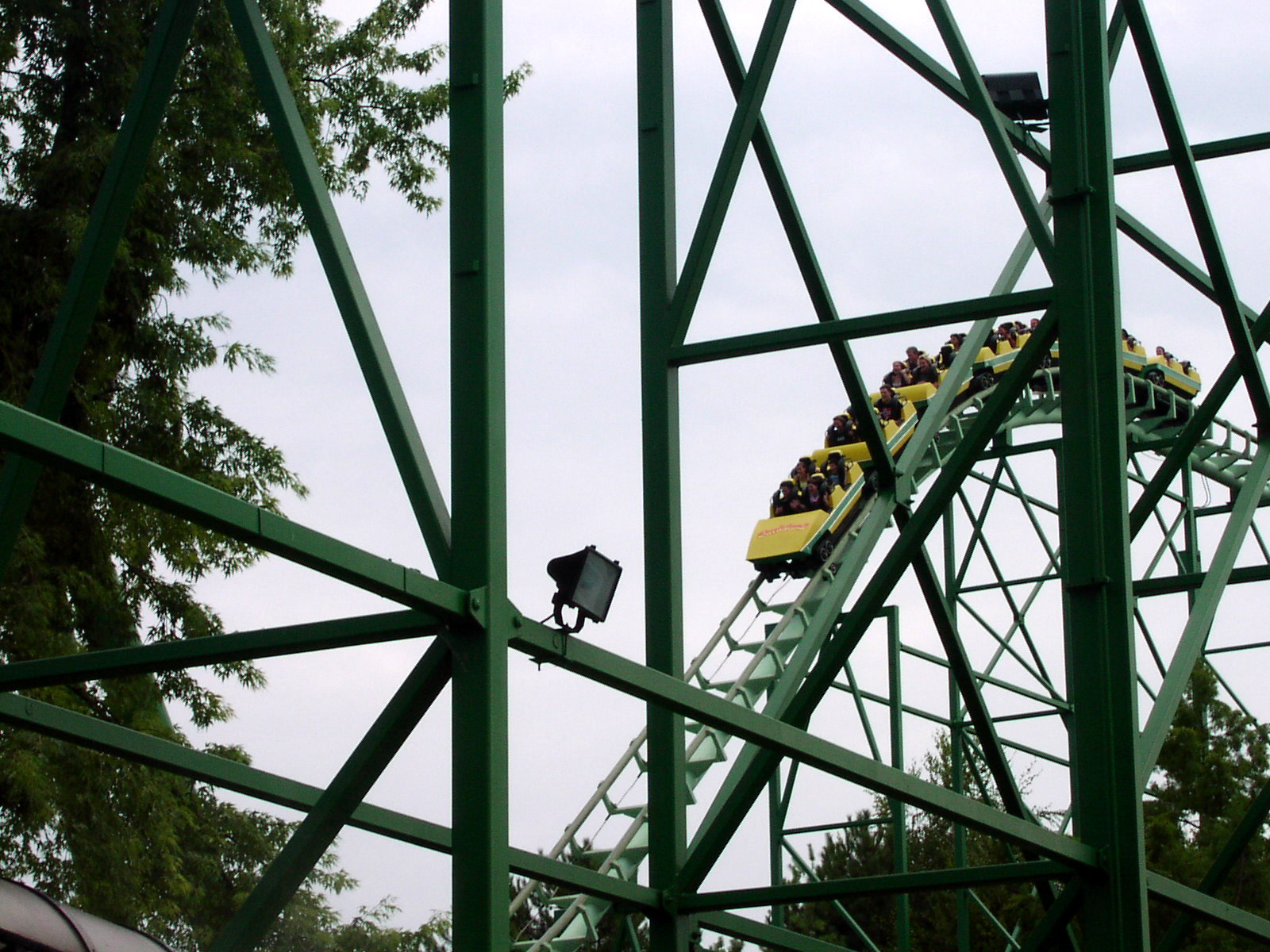
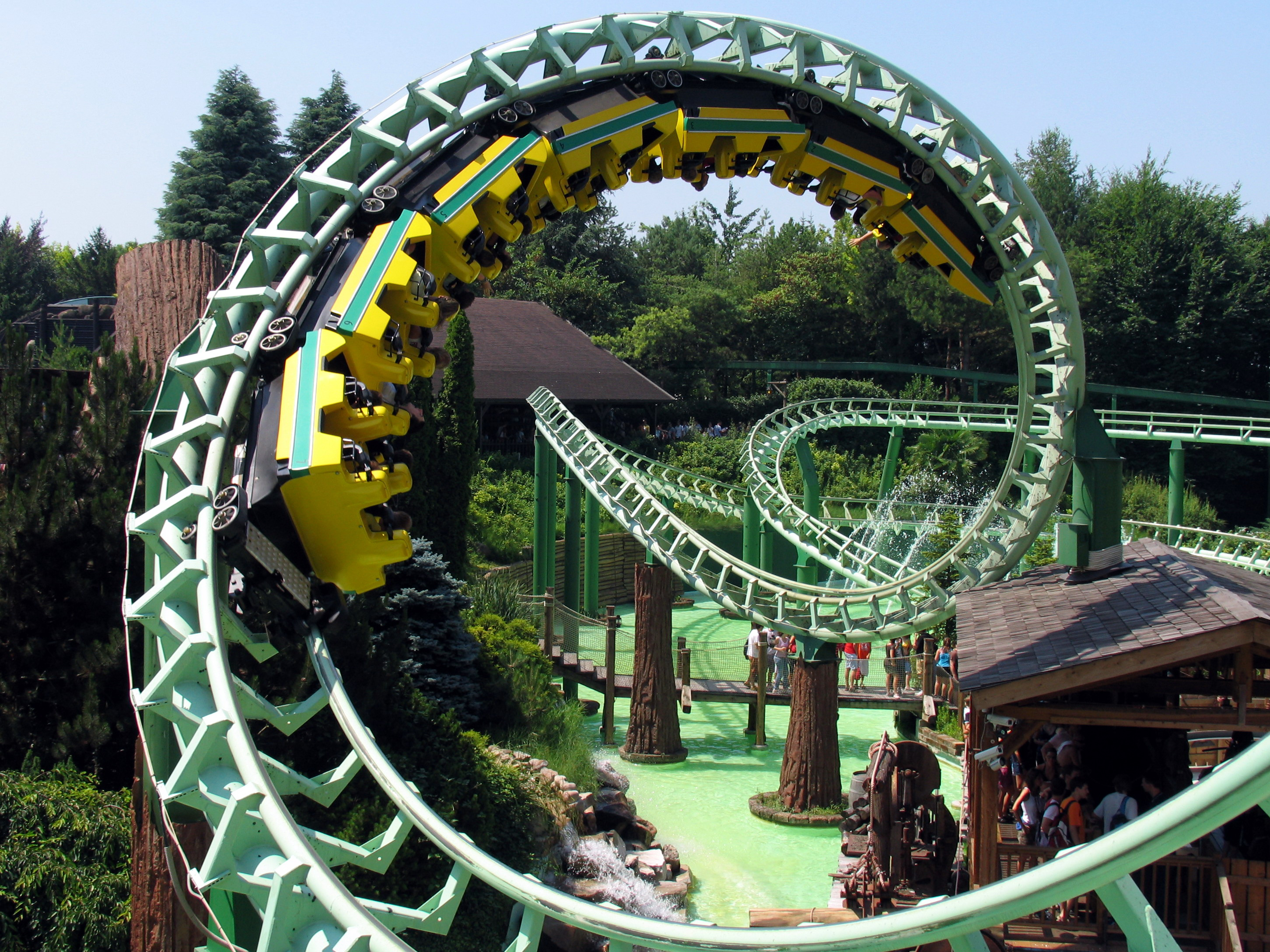

## Sequoia Adventure
Sequoia Adventure (Пригоди на секвої) — це атракціон, S&S Power Screaming Squirrel, розташований в кінці Чарівної Гори. В дійсності другий штопор Чарівної Гори пропускає станцію. Sequoia Adventure відкрилася в 2005 році, має у висоту 98 футів 5 дюймів (близько 30 метрів) — такої ж висоти, як і Magic Mountain. Колія розвертається на 180° 6 разів протягом всього шляху.

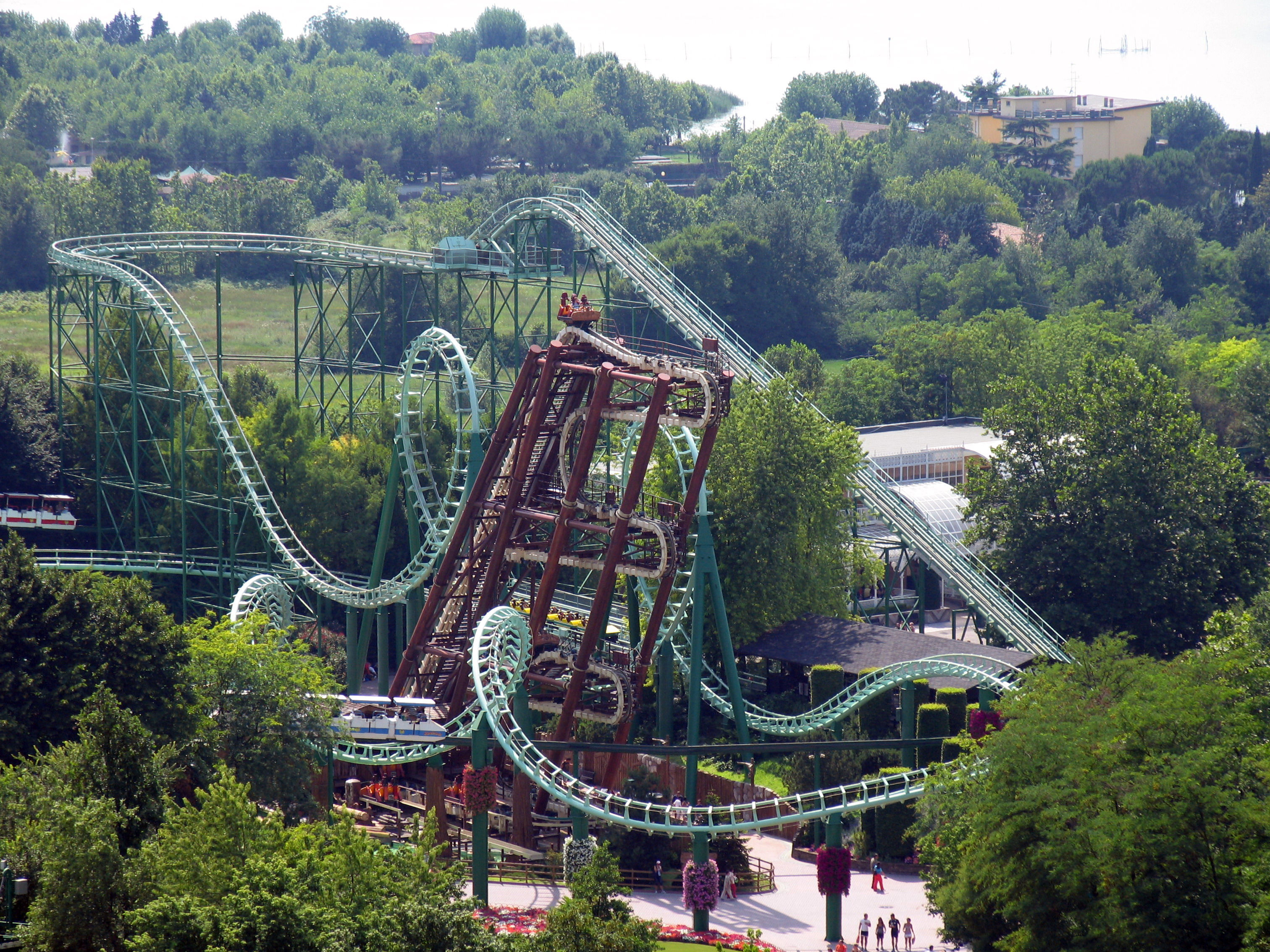
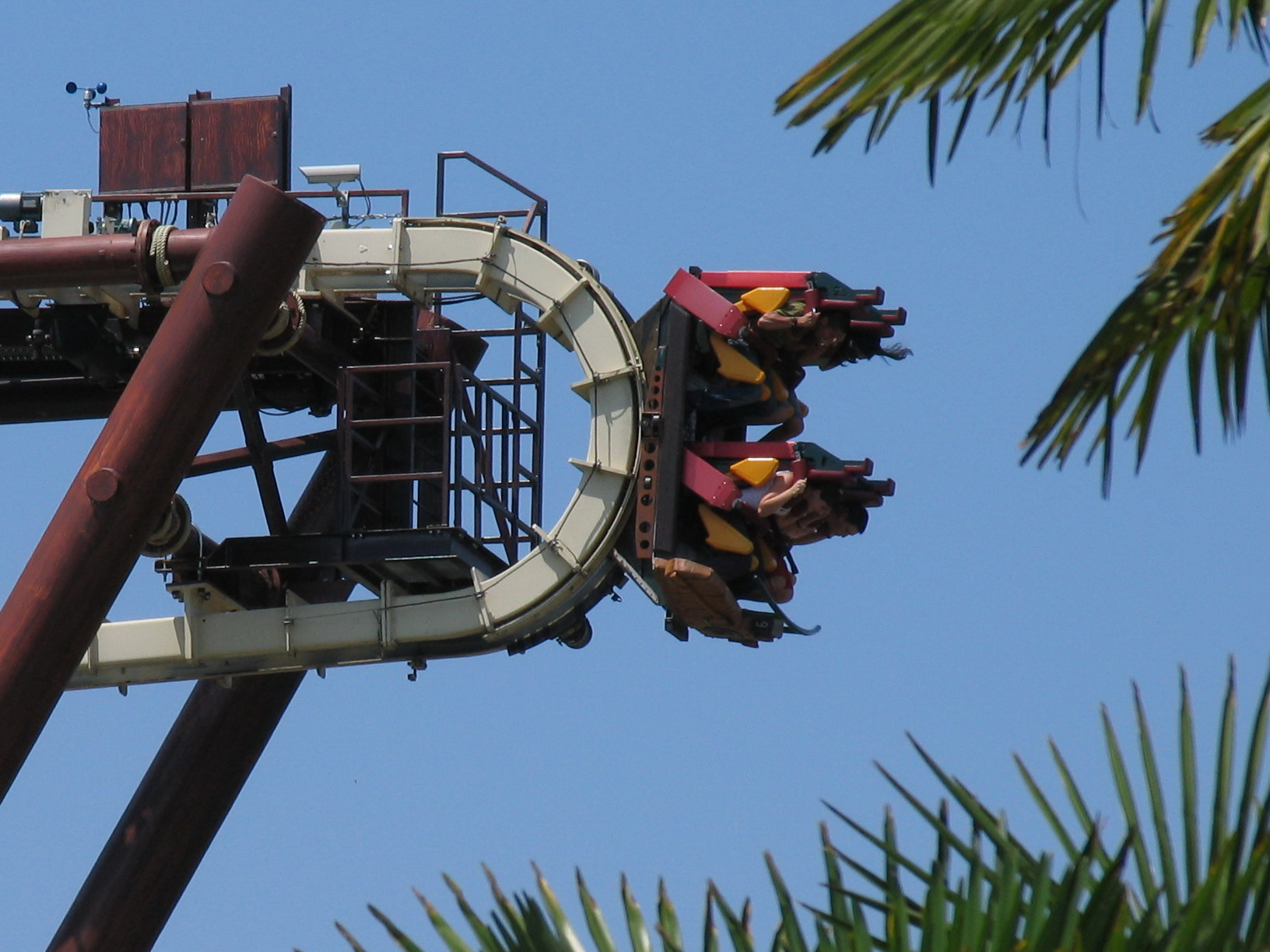

## Fuga da Atlantide
(Втеча з Атлантиди), водний атракціон, розташований біля Синього Торнадо. Поїздка починається з того, що човен піднімають кабельним ліфтом на гору, потім його скидують у воду, піднімаючи велетенську хмару бризок, потім піднімають на ще більшу висоту і знову скидують вниз.

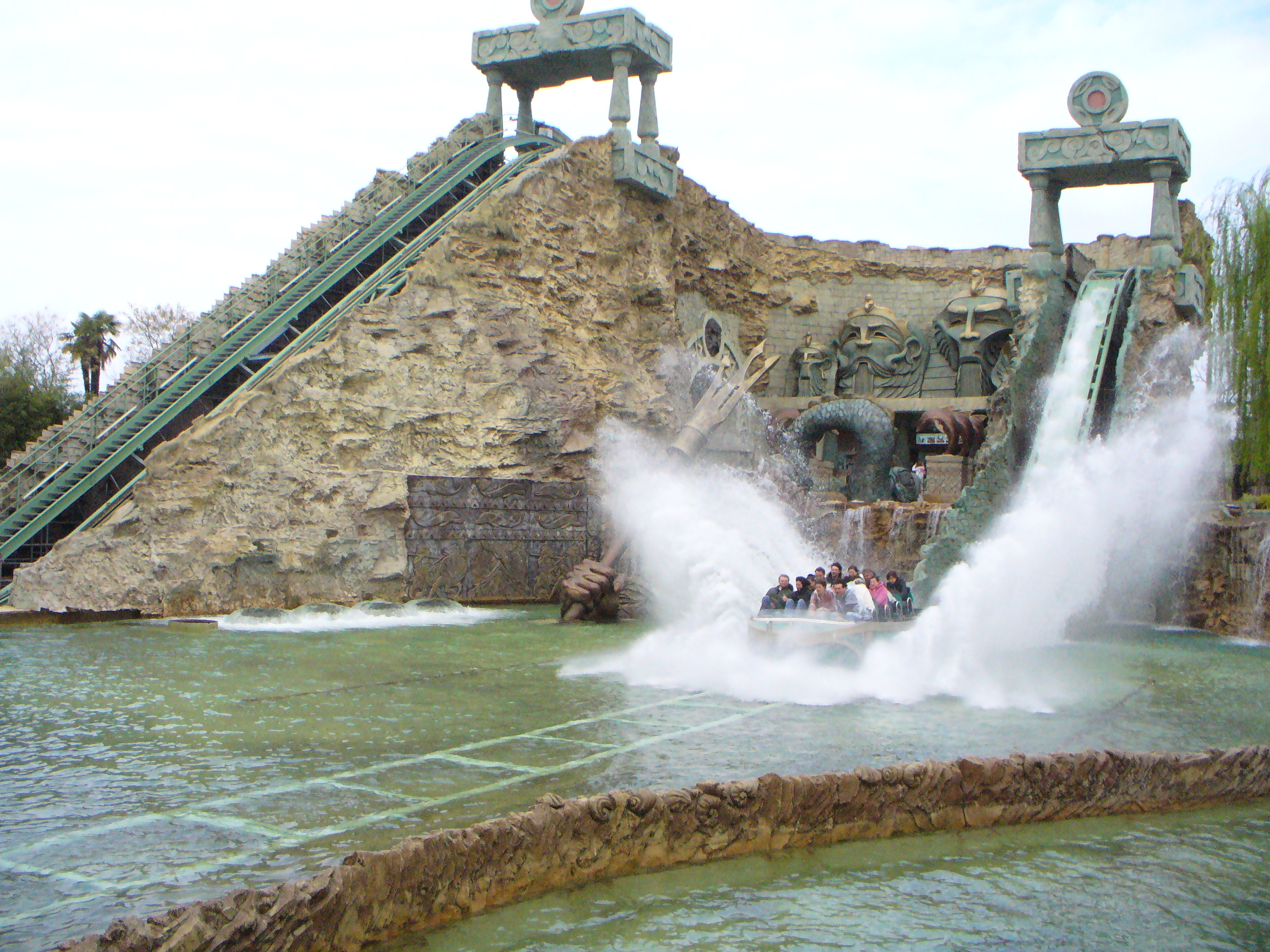

## Raptor

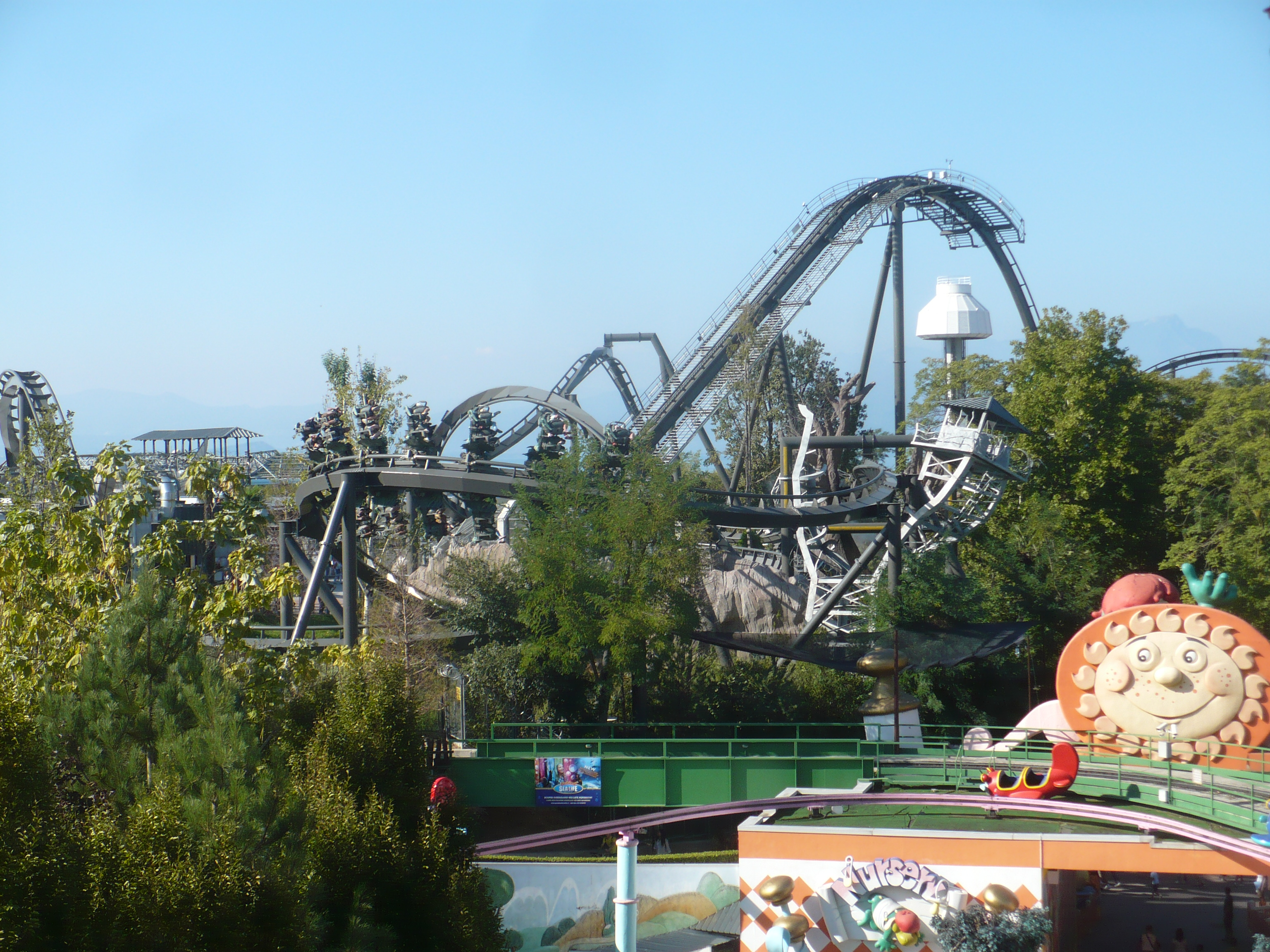

## Mammut

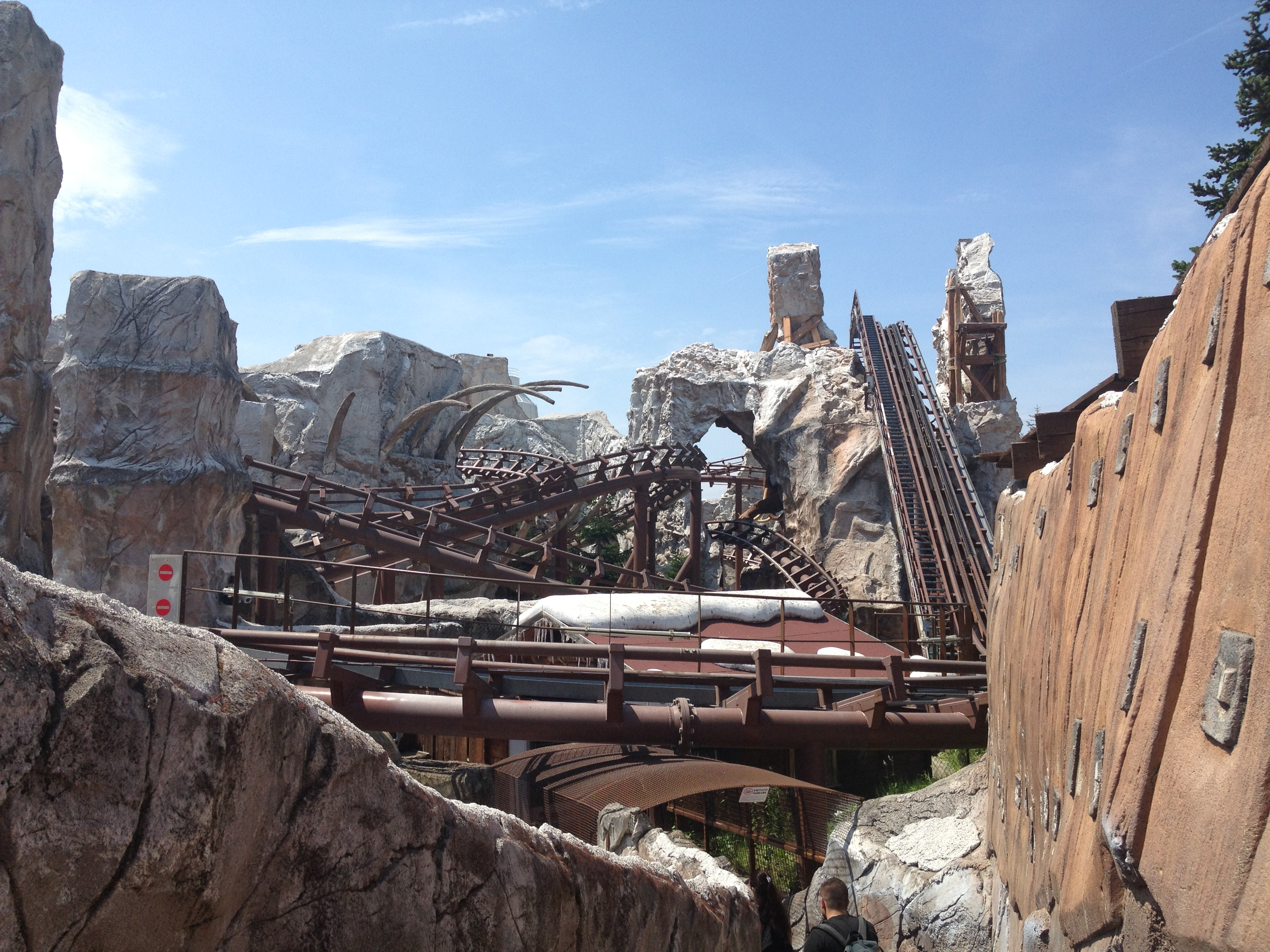

## Ramses the Wakeup

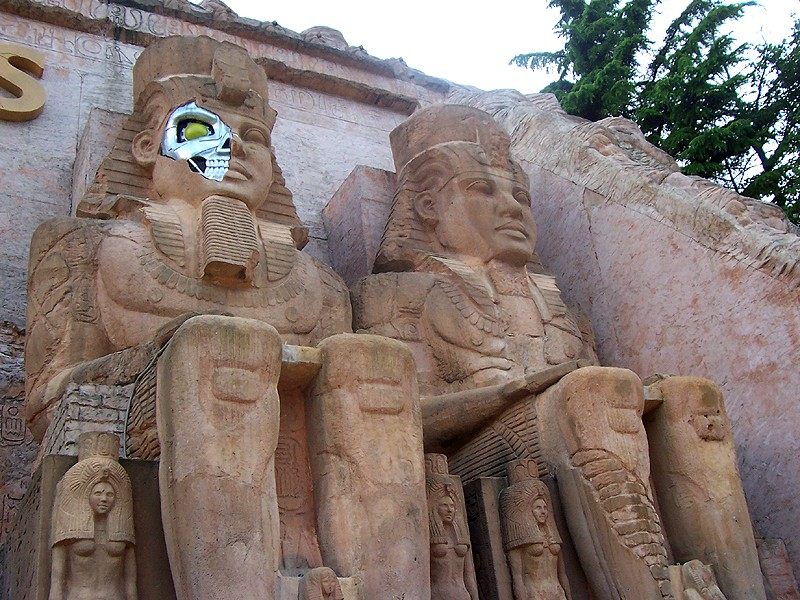

## Галерея

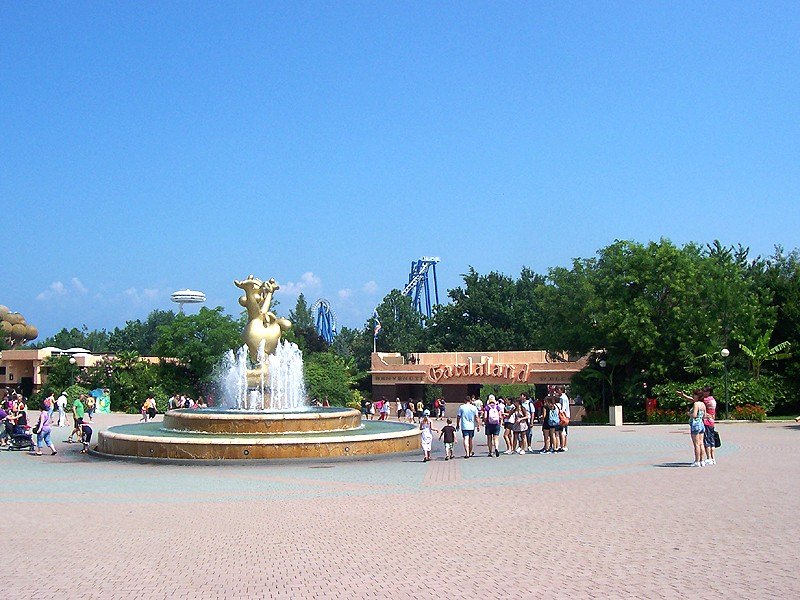
Fontana Prezzemolo
Вхід до Fantasy KingdomВхід до Fantasy Kingdom
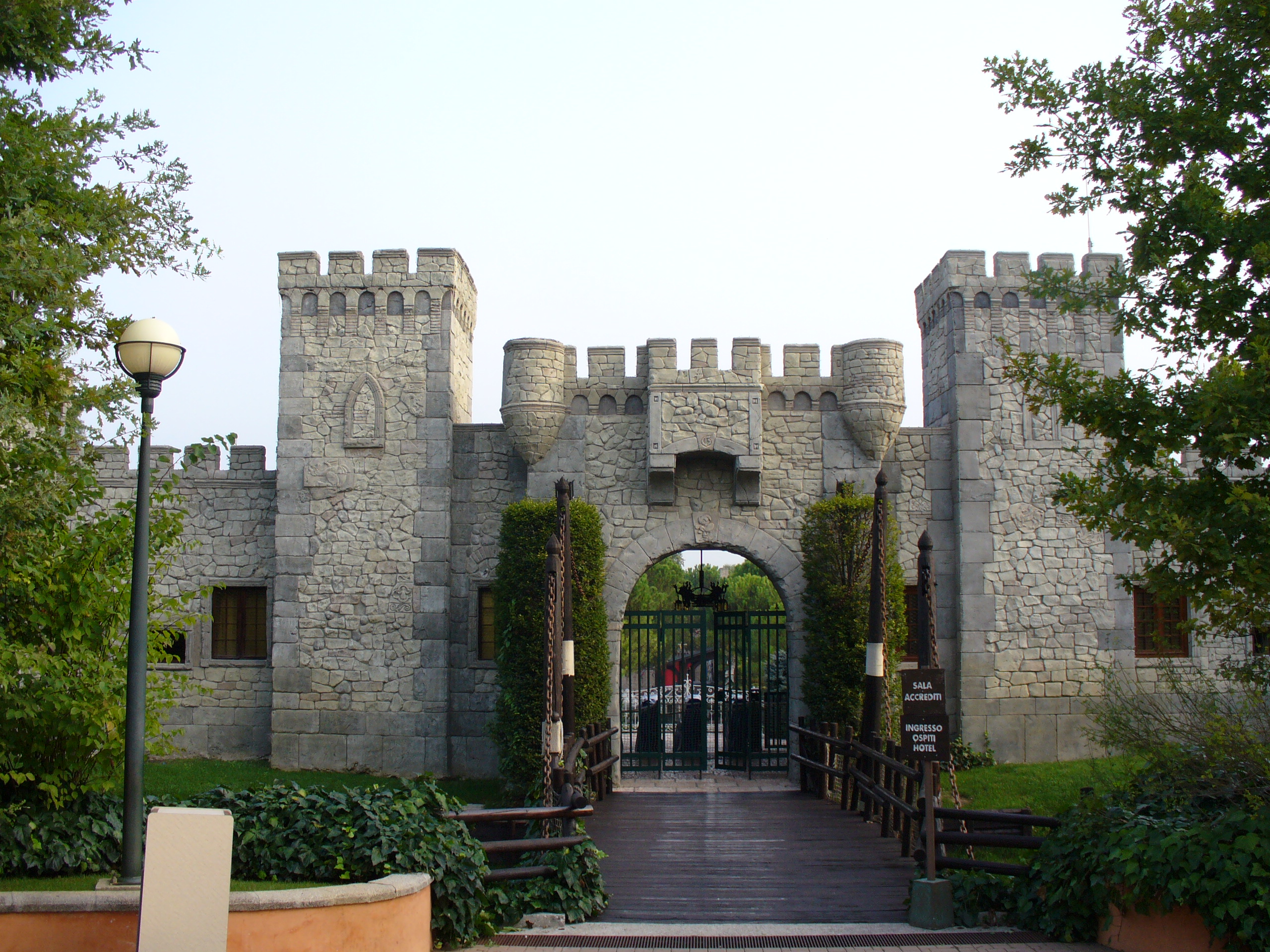
Castello
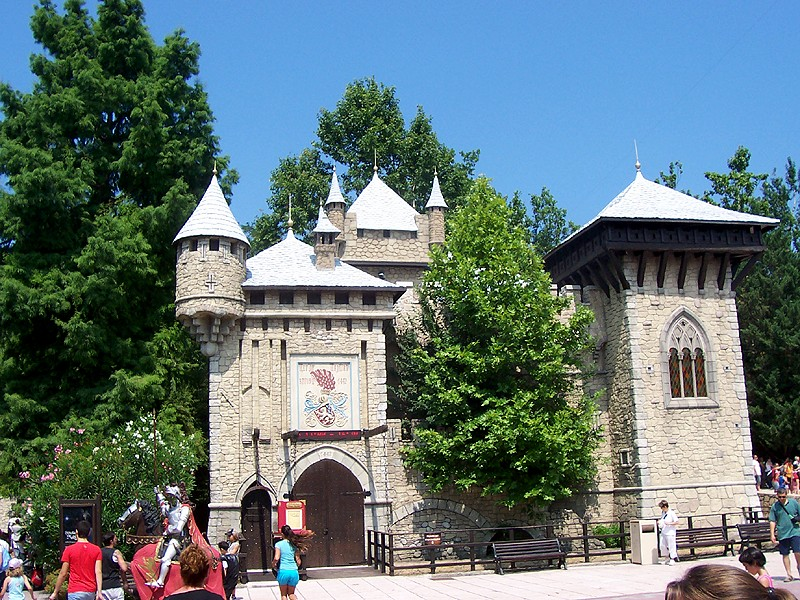
CastelloMerlino
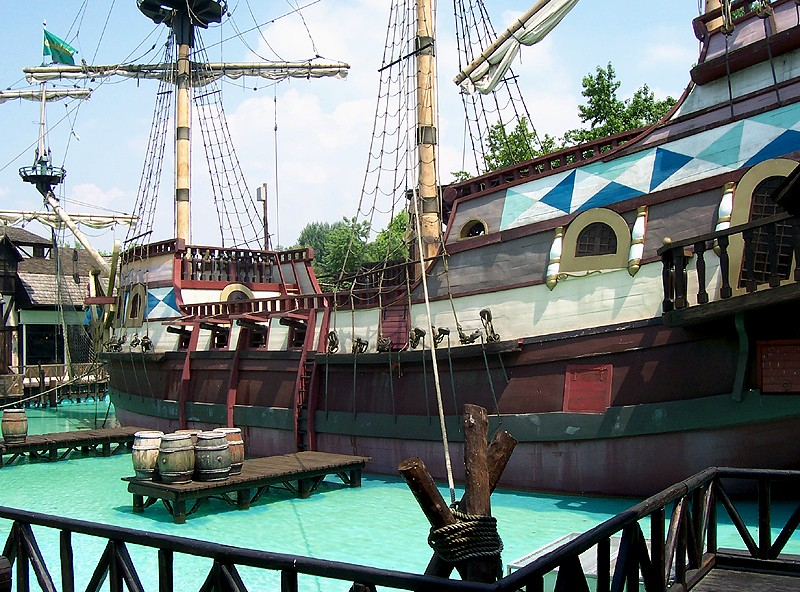
Pirati
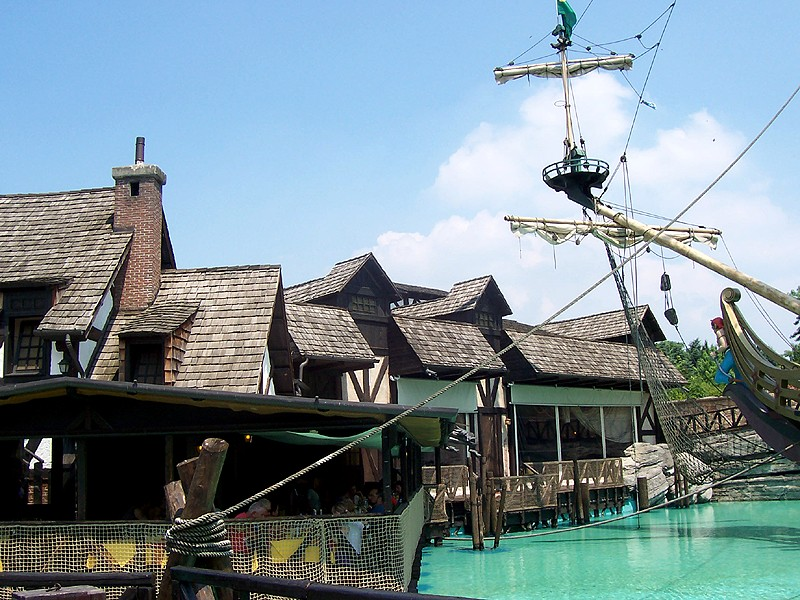
Pirati
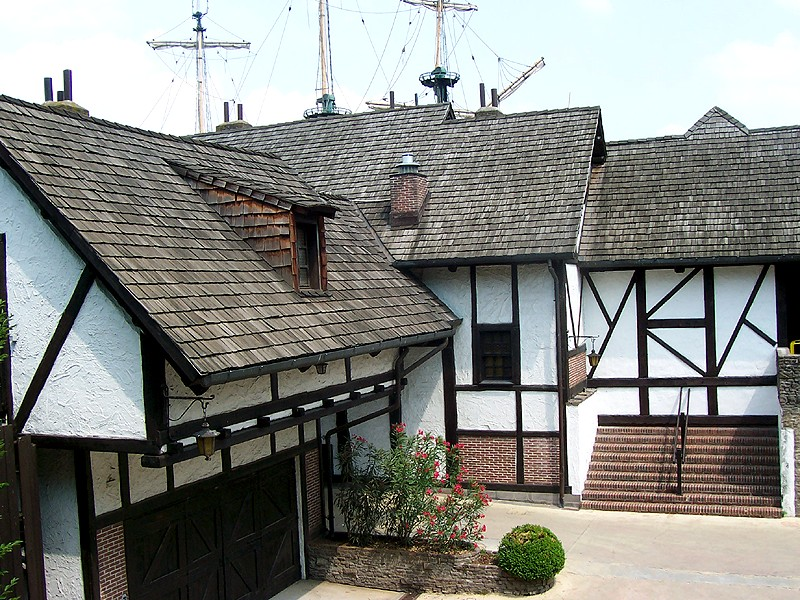
Pirati
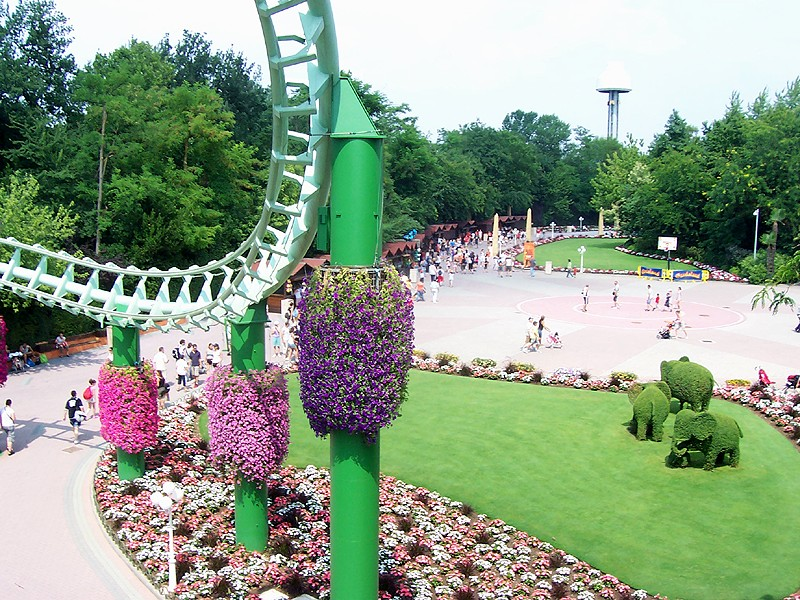
MontagneRusse
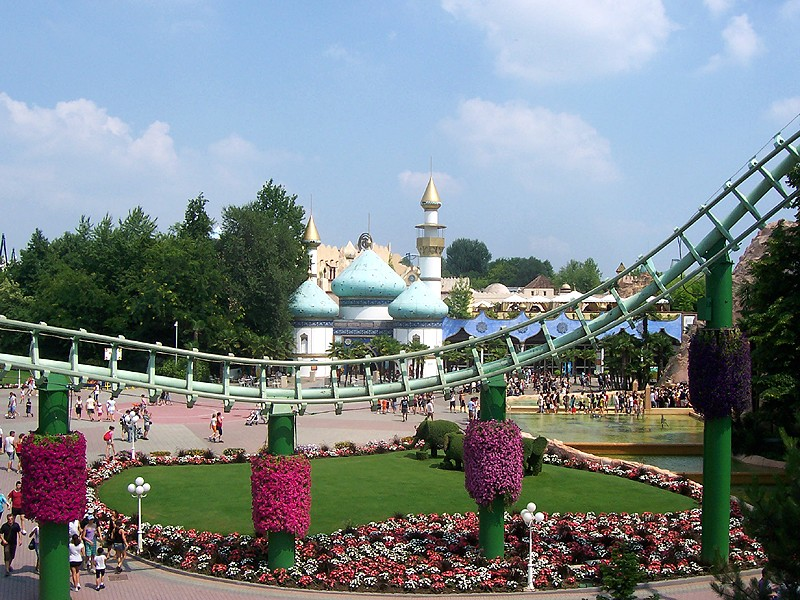
Aladino
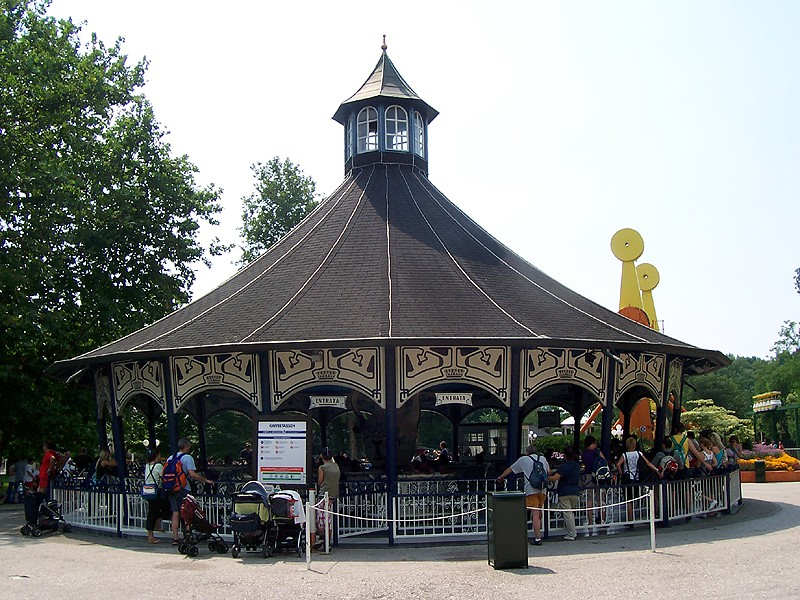
Kaffeetassen
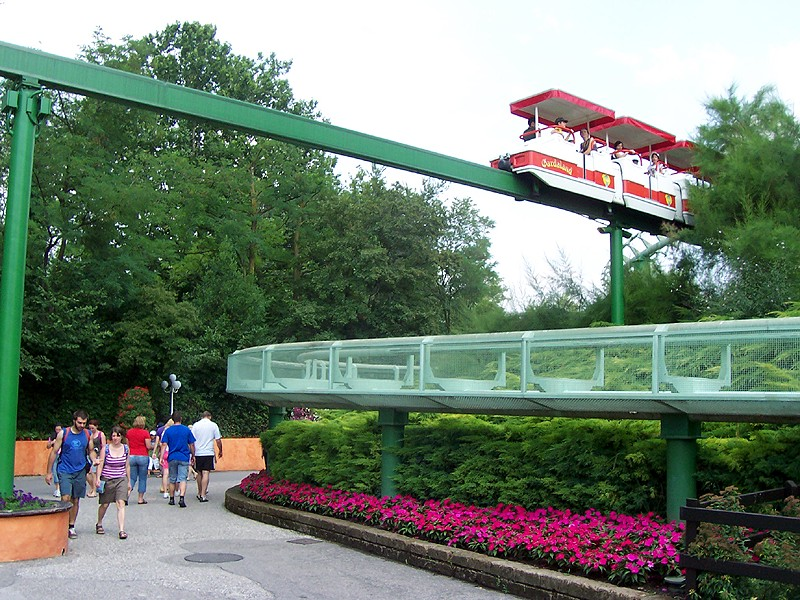
Monorail
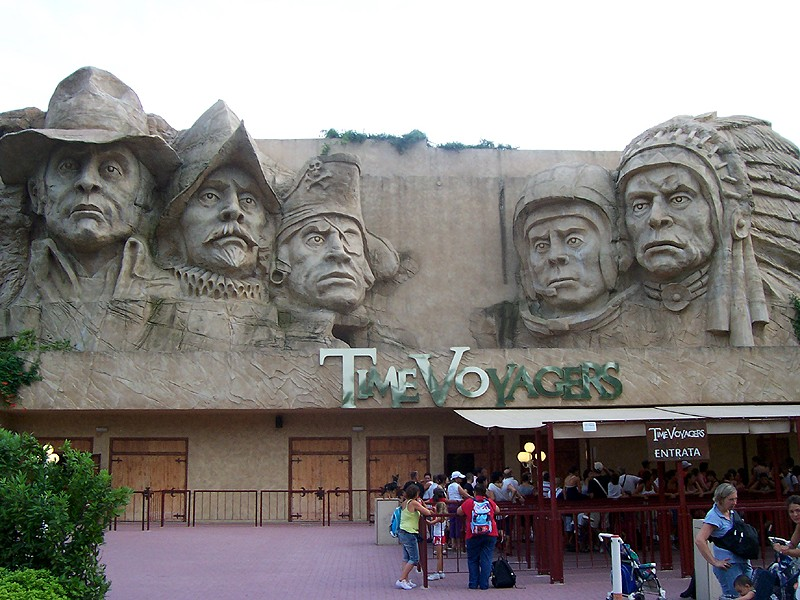
Time Voyager
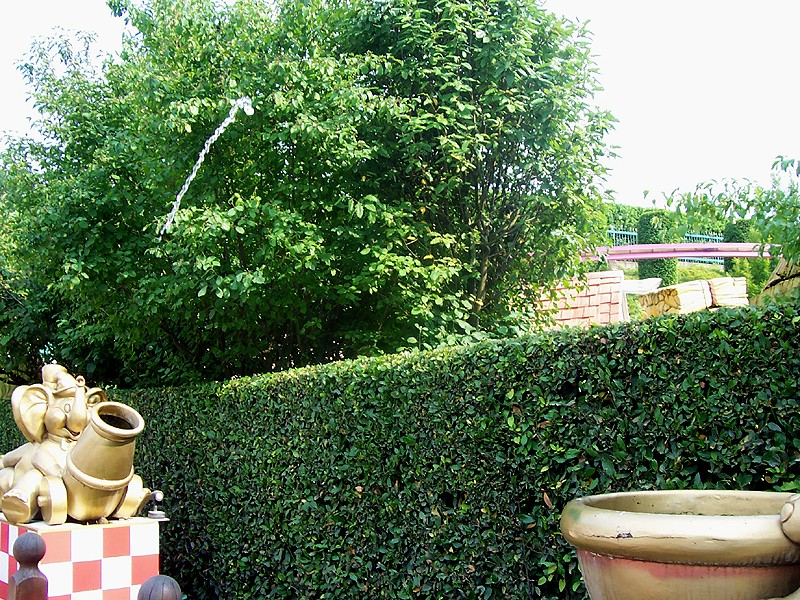
Fantasy Kingdom
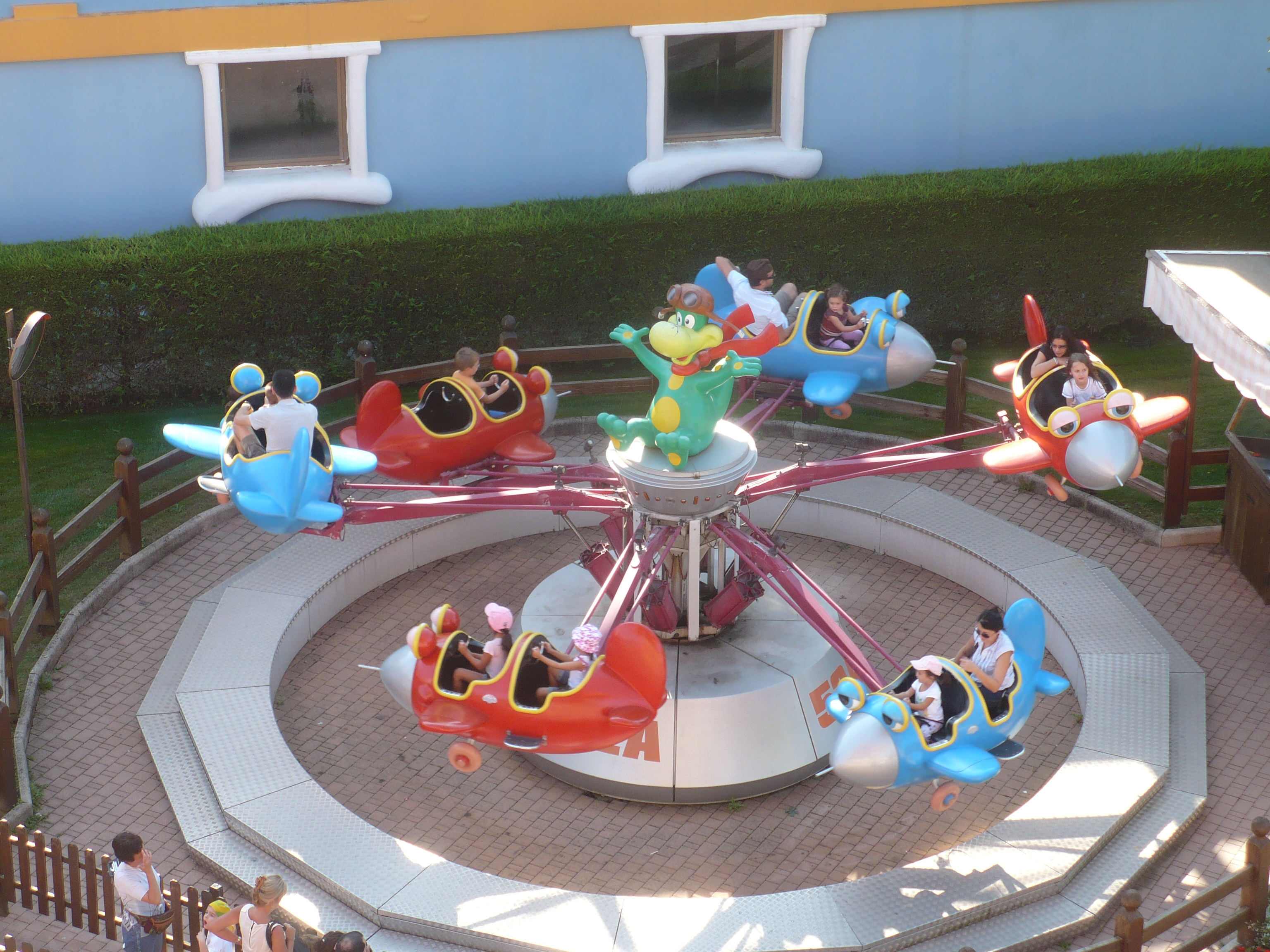
Baby Pilota
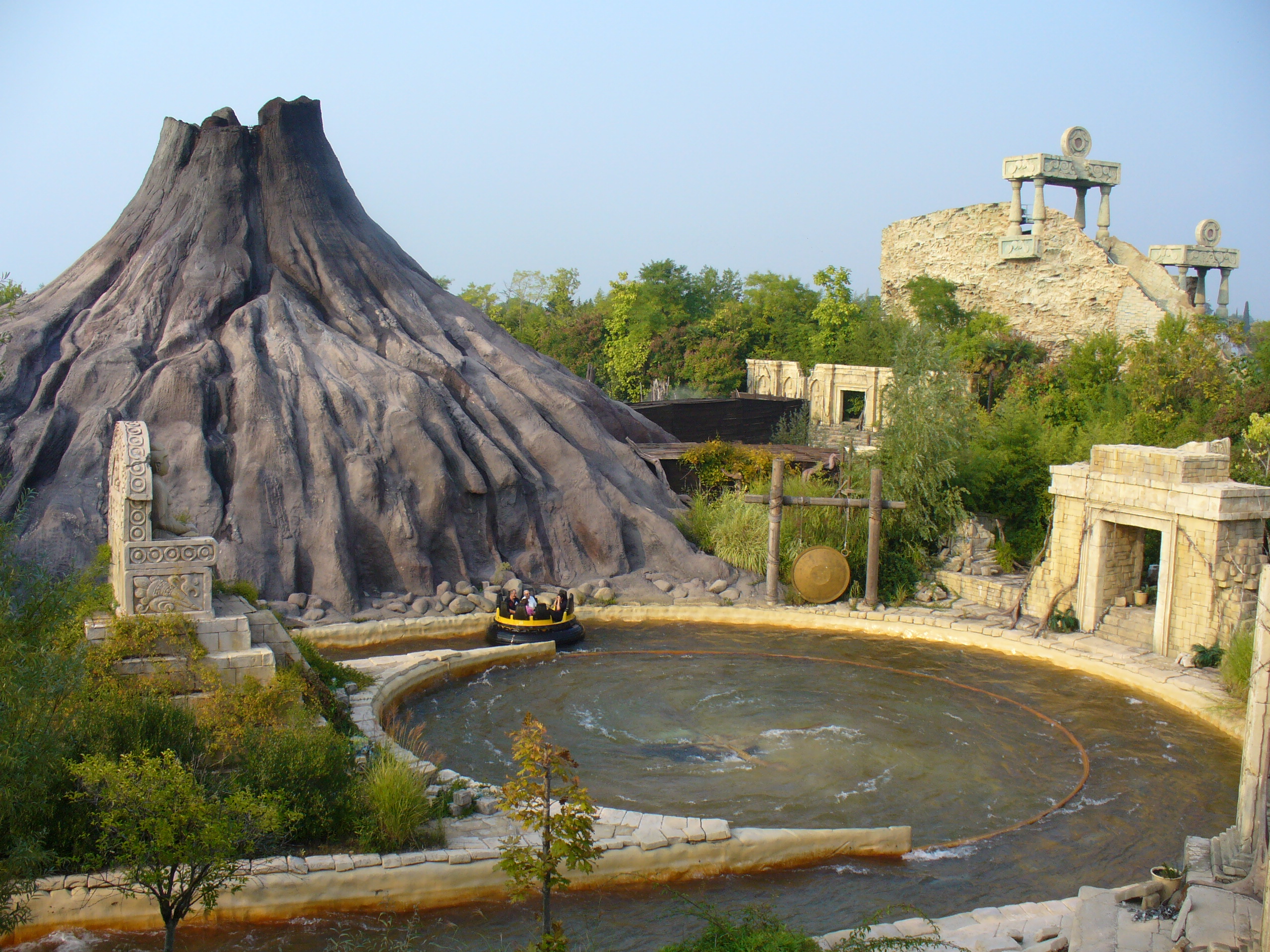
Junge Rapids
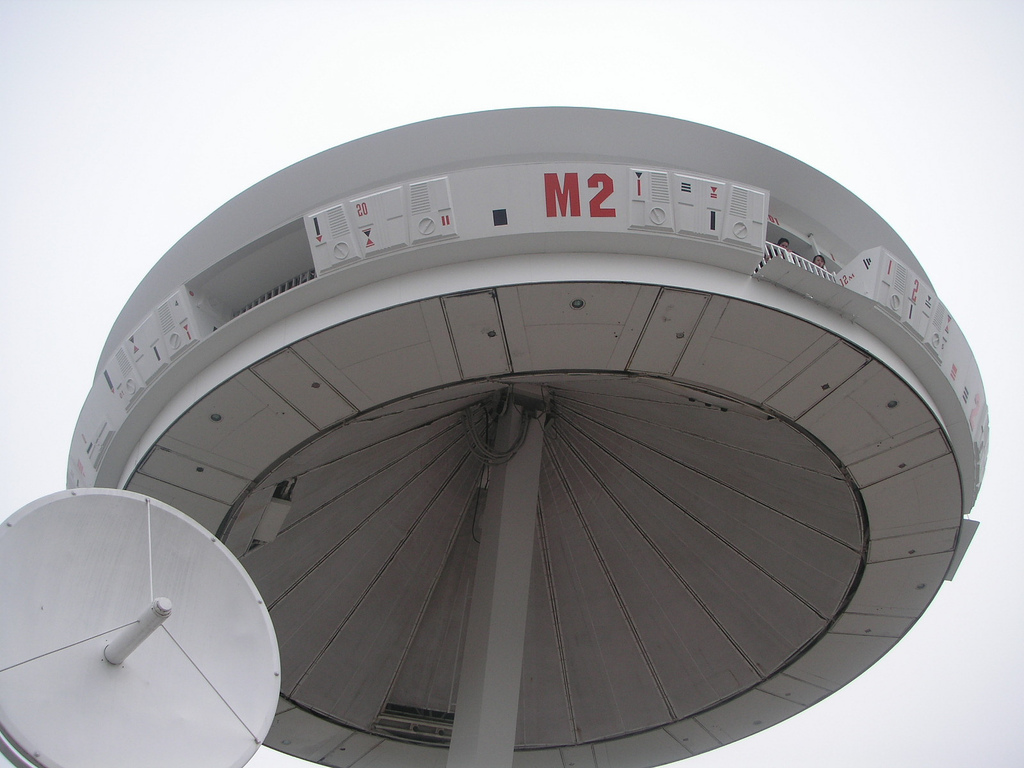
UFO
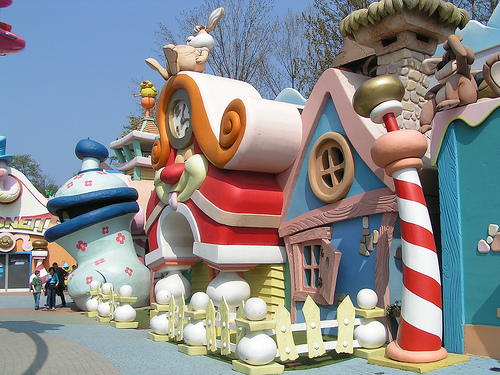
Kids Country
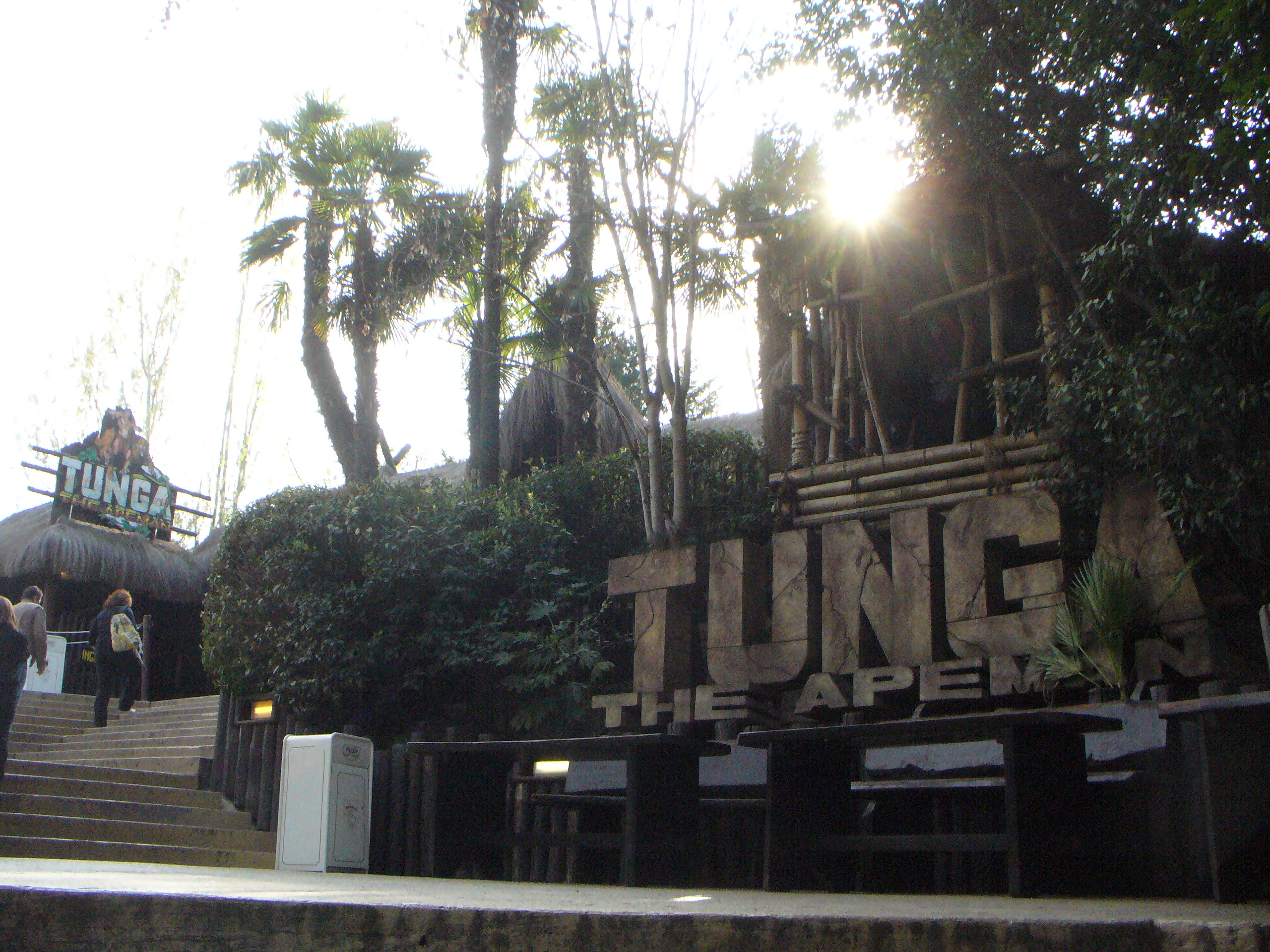
Tunga the Apeman
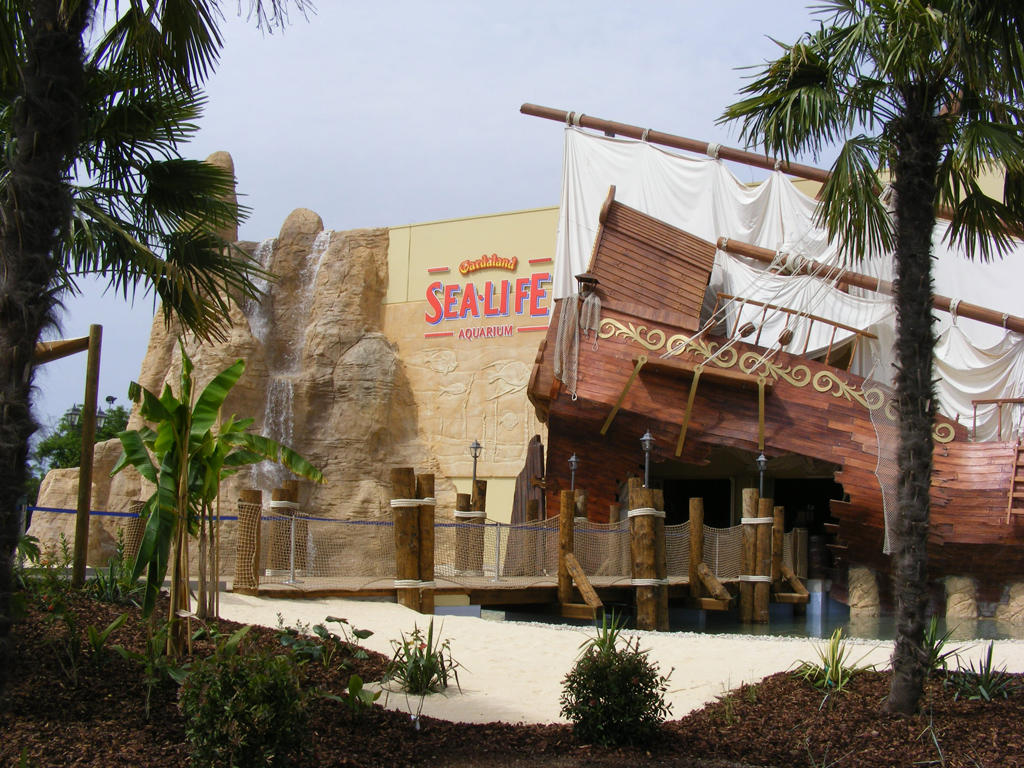
Sea life aquarium
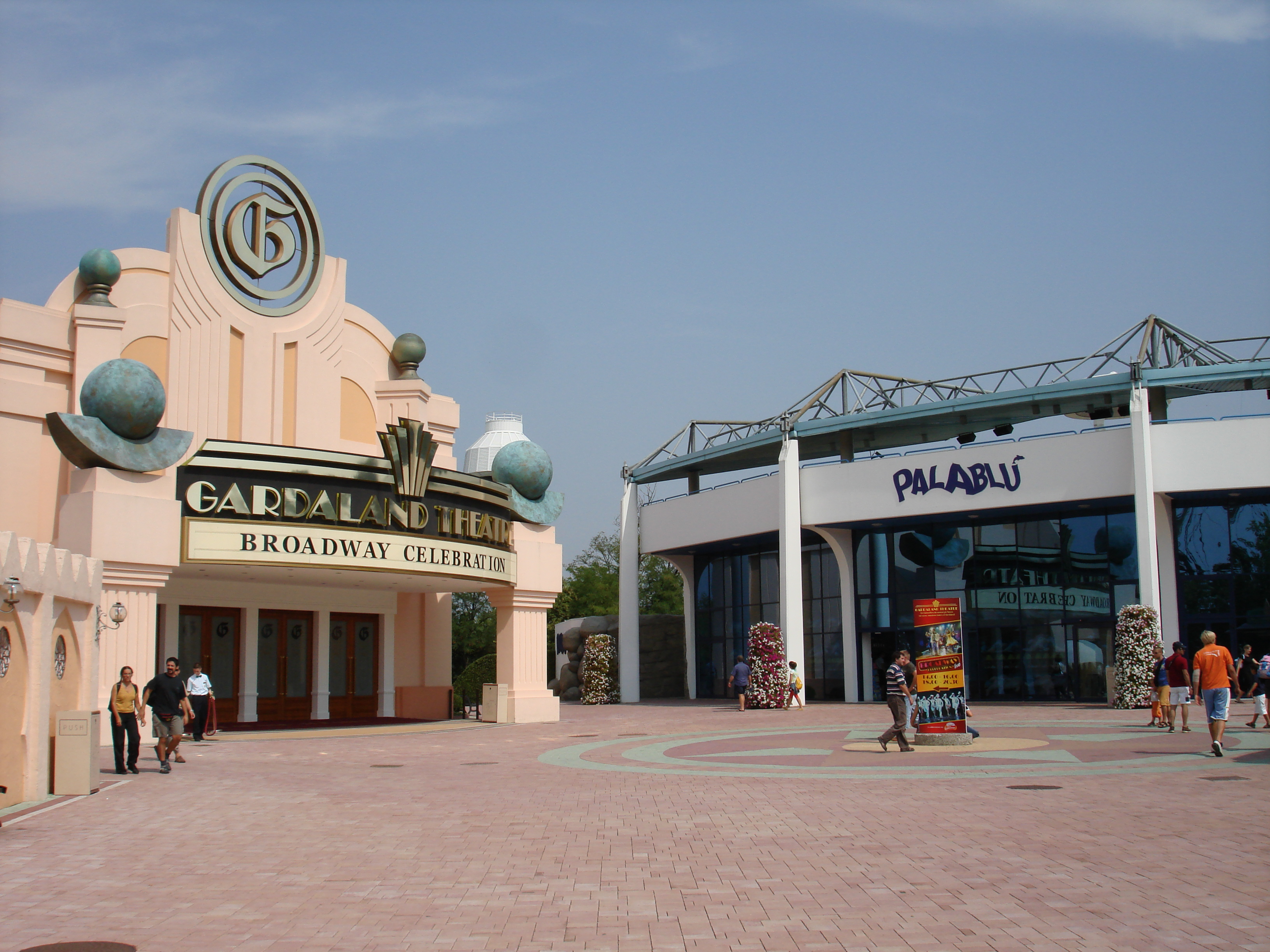
Theatre-Palablù at the Piazza
The Spectacular 4D AdventureThe Spectacular 4D Adventure